# 东姑依斯干达·阿都加里尔·阿布峇卡·依布拉欣
东姑依斯干达·阿都加里尔·阿布峇卡·依布拉欣（2017年10月14日—）是马来西亚柔佛州的拉惹慕達（副王儲），現任柔佛王儲東姑依斯邁與其妻卡麗達·布斯塔曼的長子。